# Gertrude Käsebier
Gertrude Käsebier (opr. Gertrude Stanton, 18. maj 1852 i Des Moines, Iowa – 13. oktober 1934 i New York) var amerikansk fotograf. Hun regnes for repræsentant for pictorialismen.
Gertrude Käsebier kom først sent i gang med at fotografere. I 1890'erne begyndte hun lejlighedsvis at fotografere familien og åbnede 1897 et portrætatelier i New York, og allerede året efter fik hun en udstilling i Camera Club. 1903 offentliggjorde Alfred Stieglitzs magasin for fotografi Camera Work seks af hendes fotografier.
Hendes billede The Manger ("Krybben") opnåede 1899 med 100 dollar den højeste salgspris hidtil for et kunstfotografi. Käsebier blev også den første kvinde der blev optaget i Brotherhood of the Linked Ring og Photo-Secession.